# Морски лица
Морски лица се наричат лицата, които извършват дейност на кораб или дейност, непосредствено осигуряваща плаването на корабите.
Това е правен термин, с който се обозначават лицата с определена квалификация и длъжност. В разговорния език се употребява думата моряци. Наименованията на длъжностите съществуват от дълго време, докато правният термин се появява по-късно и постепенно. Международно признати правила по отношение на морските лица са наложени едва след учредяването на Международната морска организация през 1948 г.
Морските лица могат да бъдат мъже и жени.
Принципите, по които се определят изискванията към морските лица в различните страни, са еднакви. Но въпреки това, в отделните страни има различия в наименованията и в някои детайли на изискванията. Има и ограничения за назначаване на морски лица, обучени от друга страна или граждани на друга страна.
Терминът Морски лица и документите, които го регламентират, се прилагат както в морското, така и в речното и езерното корабоплаване.
Във военното корабоплаване съществува определена специфика в наименованията, функционалните задължения и правилата за дейността на моряците. Изложените в тази статия постановки се отнасят до гражданското (търговското) корабоплаване и формално не се отнасят за военните лица.

## Екипаж на кораба
Лицата, които постоянно работят на кораба, образуват неговия екипаж. Съставът и числеността на екипажа се разглеждат от нормативни документи, които обикновено определят минималния състав. Според международните конвенции, на мостика на кораба по време на плаването трябва да има не по-малко от двама души със съответната правоспособност.(Международна конвенция за вахтената служба STCW)1. Корабопритежателят определя конкретния състав на своя кораб. Историческият преглед показва тенденция към съкращаване на числеността на екипажите с цел намаляване на разходите.
Числеността на екипажа зависи от типа на кораба, броя на съоръженията, които следва да бъдат обслужвани и степента на автоматизация. На един малък влекач екипажът е от 5 до 10 души; на товарен кораб от 15 до 50; на голям пътнически кораб – над 1000 души.
Всички членове на екипажа са моряци и трябва да имат съответната подготовка. Например, един готвач, вече майстор в професията си, трябва да премине курс за обучение в моряшките задължения, най-вече свързани с неговата собствена безопасност и безопасността на кораба.
Екипажът на кораба е изброен в екипажен списък – един от задължителните документи на кораба. Всеки моряк има моряшки паспорт и други документи, удостоверяващи неговата самоличност и квалификация.
Големите екипажи се делят на две категории – команден състав и изпълнителски състав. Лицата от командния състав се наричат офицери, а от изпълнителския състав – просто моряци.
Организацията на кораба може да формира и различни команди – части от екипажа, които изпълняват определени задачи. Палубната команда включва помощник-капитаните, кърмчиите и моряците, които работят на палубата; машинната команда включва механиците и мотористите; домакинската команда включва домакин, готвач и др..

## Длъжности и правоспособности
Длъжностите в корабния екипаж, задълженията и правата на основните длъжности, както и изискванията към лицата, които желаят да ги заемат, са наложени от хилядолетния опит в корабоплаването Тези въпроси се разглеждат от международни конвенции , национални закони и специални национални наредби, напр. Наредба № 6 от
5 АПРИЛ 2012 Г. за компетентност на морските лица в Република България2 
Издадена от Министерството на транспорта, информационните технологии и съобщенията
Обн. ДВ. бр.31 от 20 април 2012 г., доп. ДВ. бр.81 от 17 септември 2013 г., изм. и доп. ДВ. бр.84 от 10 октомври 2014 г.
Съвременните наредби различават понятията длъжност и правоспособност. Длъжността е работна позиция, част от екипажа на конкретен кораб и се изпълнява от лицето срещу заплащане. Корабопритежателят избира от кандидатите подходящо лице и го назначава на длъжност; освен това той издава специални инструкции и Корабен устав, които уточняват задълженията на длъжностното лице, без да противоречат на националните и международни наредби. Например, капитанът на кораба може да бъде задължен да изпраща ежедневен доклад до централата на корабопритежателя – нещо, което не е упоменато в националната наредба.
За да бъде назначено на корабна длъжност, лицето трябва да отговаря на изисквания за здраве и квалификация. Квалификацията се определя като правоспособност – право да заема определени длъжности. Правоспособността се получава след преминаване на успешно обучение и натрупване на практически опит в изпълнение на определена длъжност. За получената правоспособност Морската администрация издава Свидетелство. С една правоспособност могат да се изпълняват една или повече длъжности, определени от наредбата. Например, лице с определена правоспособност може да бъде назначено: на точно съответната длъжност, на по-ниската длъжност от този вид, а в отделни случаи и на по-високата длъжност от този вид при определени ограничения.
Някои правоспособности, като капитан далечно плаване и главен механик, се възприемат и като звания, които лицето използва дори и когато вече не изпълнява съответната длъжност.

## Капитан на кораб
Капитанът (от фр. capitaine, от лат. caput – глава) е началник на кораба и екипажа. На него се възлага управлението на кораба като подвижен обект, управлението на действията на екипажа и управлението на икономическата дейност на кораба. Във всички тези сфери той е овластен да взема окончателни решения. При нужда има правото да свиква корабен съвет, за да бъдат обсъдени вариантите за действие, но след съвета той избира решението и носи отговорността за него, като не е длъжен да приеме становището на съвета.
Административна власт: Всички лица, намиращи се на борда, са длъжни да се подчиняват на разпорежданията на капитана, насочени към осигуряване на безопасността на кораба и реда на борда. Капитанът има право да задържи и изолира лицата, които оказват опасно неподчинение или са извършили престъпни действия.
Правомощия на капитана по гражданското състояние: Капитанът е представител на държавата и може да регистрира раждане, бракосъчетание и смърт. Упълномощен е също да приема завещания. Съставените от него актове се представят на съответните държавни органи за издаване на окончателни документи.
Задължения по корабоводенето: Той отговаря изцяло за безопасността на плаването. Съставя (или утвърждава) план за предстоящия преход, дава указания на вахтените офицери, които непосредствено управляват кораба и разрешава необходимите промени в изпълнението на плана, контролира дейността на вахтата и останалите дейности по кораба с цел осигуряване на безопасността. В трудни моменти отива на мостика и поема лично управлението. Задължително командва кораба лично при влизане в пристанището, заставане на котва, преминаване през теснини и в случай на авария, както и при повикване от вахтения офицер в случай на възникнали трудности или влошаване на метеорологичните условия.
Задължения при възникване на икономически проблеми: Ако корабът не е осигурен достатъчно (например с гориво, или със средства за неотложен ремонт), за да продължи безопасно плаването си, капитанът е длъжен да намери разумен изход, като има право на самостоятелни икономически решения за сметка на корабособственика – например може да продаде част от корабните припаси или от товара.
„Капитанът е втори след Бога“ – казва моряшката поговорка. Властта на капитана върху моряците и други лица, намиращи се на борда, е изключителна. Дори ако на борда се намират лица, които по ранг са над капитана (корабособственикът, министър или друго държавно лице), капитанът не е длъжен да им се подчинява по въпросите, касаещи безопасността на корабоплаването; обратно, те са длъжни да му се подчиняват в това отношение. Но властта на капитана не е безгранична. Показателен е случаят с опита за бунт на корабите на великия изследовател Фернандо Магелан през 1519 г. Капитанът не поел тежката отговорност да осъди на смърт виновниците (може би отчитайки високото им обществено положение на брега) и ги предал на сформиран от него съд. Накрая те били осъдени да бъдат изоставени на дивия бряг, нещо което един от бунтовниците сметнал за по-жестоко от смъртта...
Капитанът носи огромна отговорност, пропорционална на неговите изключителни права. В случай на авария, замърсяване на водите, нарушения на законите на местната власт в чужбина и т.н. капитанът е първото отговорно лице независимо от конкретните нарушения на неговите подчинени. Многобройни са случаите на арестуване и осъждане на затвор на капитани, чиито кораби са извършили тежки нарушения. Особено тежко е положението на капитана при потъване на кораба: той е длъжен да вземе всички възможни мерки за спасяване на хората, кораба и товара, а накрая да напусне кораба последен, като вземе най-важните корабни документи. Известно е, че капитан Смит, командвал кораба „Титаник“ (1912 г.) при потъването му, сам не можал да си прости допуснатите грешки, довели до гибелта на множество пътници и останал на потъващия кораб.
Капитанската правоспособност се получава след солидно образование и определен стаж. Обикновено бъдещият капитан завършва Висше Морско Училище, Академия или Университет, и отначало става помощник-капитан, т.е. управлява кораба по време на вахтата под ръководството на Капитан. След натрупване на изисквания стаж и полагане на допълнителни изпити той получава правоспособност за Капитан на голям кораб. Най-високата правоспособност в България се нарича капитан далечно плаване. За получаване на такава правоспособност са нужни най-малко 3 плавателни години след завършване на морското образование.

## Други характерни длъжности
Главният механик е офицер с образование по специалност, изучаваща корабните двигатели и устройството на кораба. Той започва работа като вахтен механик и след натрупването на изисквания стаж и изпити става главен механик. Съществуват различни категории правоспособности като разграничителният критерий е общата мощност на силовата уредба на кораба. Най-високата категория е „с неограничена мощност“.
Радистът осъществява връзката на кораба със света, вкл. с компанията – притежател на кораба, с властите на следващото пристанище и с близките на моряците. След 1998 год работата на радистите постепенно се прехвърля на автоматизирана апаратура, напр. от типа GMDSS.
Боцманът е ръководител на моряците. Обикновено е със средно образование. Традицията изисква той да има опит, авторитет и физическо здраве, за да управлява действията на моряците при всякакви условия, вкл. нощем, при буря и т.н. Ръководи миенето и боядисването на кораба, всякаква работа по товаренето и укрепването на товара, лично работи на котвеното устройство. В някои флотове има двама боцмани – палубен и машинен, така те формират младши команден състав.
Кърмчията (рулевият) управлява руля, т.е. задава посоката на движение на кораба. Той трябва да има познания за устройството на кораба и рулевата машина, за посоките и компасите и т.н.
Кок е традиционното наименование на корабния готвач.

## Списък на длъжностите в корабоплаването
Според Наредба № 6 на Министерството на транспорта, длъжностите в съвременния търговски флот под българска юрисдикция са следните:
а) Длъжности в морското корабоплаване за управление и експлоатация на морски кораби: капитан, старши помощник-капитан, вахтен помощник-капитан, палубен боцман, рулеви, моряк.
б) Длъжности в морското корабоплаване за експлоатация и поддържане на корабни силови уредби: главен механик, втори механик, вахтен механик, машинен боцман, моторист, електромеханик, електротехник, помпиер, огняр.
в) Длъжности в морското корабоплаване за поддържане и работа с корабни технически средства за Световната морска система за бедствие и безопасност (СМСББ): радиоелектроник за СМСББ, радиооператор за СМСББ.
г) Длъжности със специфични изисквания: капитан на влекач, капитан на плаващо техническо средство, пилот, офицер по сигурността, девиатор, шкипер.
д) Длъжности за работа на кораби, превозващи товари и пътници по вътрешните водни пътища на Европа: капитан, корабоводител, щурман, водач на несамоходен кораб, старши моряк, моряк, механик, електромеханик, моряк-моторист, водач на малък кораб в местно плаване. Длъжността за работа на кораби, които не извършват превоз на товари и пътници по вътрешните водни пътища на Европа, е „водач на малък кораб за спорт и развлечение по вътрешни водни пътища“.